# Tavel
Tavel é uma comuna francesa na região administrativa de Occitânia, no departamento de Gard. Estende-se por uma área de 19,96 km², com 1 529 habitantes, segundo os censos de 1999, com uma densidade de 76 hab/km².